# 桜井皇子
桜井 皇子（さくらい の みこ、欽明天皇21年（560年）前後？ - 用明天皇2年（587年）？）は、古墳時代終末期の皇族。欽明天皇と妃蘇我堅塩媛（蘇我稲目の女）の第六皇子。用明天皇・推古天皇の同母弟。吉備姫王（皇極＝斉明天皇・孝徳天皇の母）の父。桜井之玄王（さくらい の ゆみはり の みこ）とも。

## 概要
家来の桜井部犬が物部氏に味方していたことなどから、587年の丁未の乱で物部氏に味方し、戦死したと思われるが、詳細は不明。